# Долгих, Николай Андреевич
Николай Андреевич Долгих (род. 16 марта 1958 г., г. Называевск) — советский и российский художник-педагог, кандидат педагогических наук, основатель кафедры дизайна в Институте искусств и культуры Национального исследовательского Томского государственного университета.

## Образование
Николай Долгих окончил среднюю школу № 2 в г. Называевске Омской области в 1975 году. В 1976 году поступил на художественно-графический факультет Омского государственного педагогического института, который окончил в 1981 году по специальности «черчение, рисование и труд» с присвоением квалификации «учитель черчения, рисования и труда». Учился у Либерова А. Н., Разумова М. И., Тржемецкого Б. В., Кичигина Г. П., Елфимова Л. П.

## Карьера
С 1981 по 1987 год работал преподавателем в Детской художественной школе г. Называевска Омской области.
С 1987 года живет и работает в Томске. В 1987—1999 гг. преподавал в Детской художественной школе № 1, Детской художественной школе № 2 города Томска.
С 1999 года в связи с организацией кафедры изобразительного искусства перешел на работу преподавателем рисунка, живописи и композиции в Томский государственный университет.
В 2006 году создал кафедру дизайна, в настоящее время является заведующим кафедрой дизайна Института искусств и культуры Томского государственного университета.

## Научная деятельность
Автор и соавтор ряда научных статей, посвященных вопросам педагогики искусства и дизайн-образования. В 2006 году защитил кандидатскую диссертацию «Влияние образовательной технологии на становление специальной компетентности художника-педагога (в процессе изучения курса композиции)» по специальности 13.00.01 Общая педагогика, история педагогики и образования.

## Участие в общественных организациях
Член Союза художников России с 2011 года. Член Союза дизайнеров России с 2013 года.

## Творческие проекты
Николай Долгих является организатором творческих проектов:
- 2010 г.: Международный пленэр «Томск — Санкт-Петербург — Флоренция»: Выставка студентов и преподавателей кафедры дизайна Томского государственного университета в Томске и во Флоренции в рамках совместного проекта с фондом FONDAZIONE ROMUALDO DEL BIANCO «Dialogue of Cultures by Means of Fine Arts — Culture Heritage in Painting, Drawing and Fashion Design of Youth», Флоренция (Италия);
- 2014 г.: I Всероссийский фестиваль-пленэр с международным участием «Томские этюды», г. Томск;
- 2015 г.: II Всероссийский фестиваль-пленэр с международным участием «Томские этюды», посвященный 115-летию народного художника России Кондратия Белова, г. Томск — Омск.

## Награды
Лауреат премии Томского государственного университета. Награжден медалью «За заслуги перед Томским государственным университетом», Почетной грамотой Министерства образования и науки Российский Федерации.